# 위탄 술라에만
위탄 술라에만(Witan Sulaeman, 2001년 10월 8일 ~ )는 인도네시아의 축구 선수로 현재 페르시자 자카르타에서 미드필더로 활동 중이다.